# Charles Toubé
Charles Toubé (1958. január 22. – 2016. augusztus 4.) válogatott kameruni labdarúgó, középpályás.
A kameruni válogatott tagjaként részt vett az 1982-es spanyolországi világbajnokságon és az 1984-es Los Angeles-i olimpián.